# Puchar Europy w Biegu na 10 000 metrów 2025
27. Puchar Europy w Biegu na 10 000 metrów – zawody lekkoatletyczne, które odbyły się 24 maja 2025 w Pacé.

## Rezultaty

### Mężczyźni
| Konkurencja   | 1. miejsce  | Rezultat   | 2. miejsce        | Rezultat   | 3. miejsce | Rezultat   |
| ------------- | ----------- | ---------- | ----------------- | ---------- | ---------- | ---------- |
| Indywidualnie | Efrem Gidey | 27:40,47   | Valentin Gondouin | 27:41,95   | Félix Bour | 27:42,00   |
| Drużynowo     | Francja     | 1:23:30,67 | Belgia            | 1:24:51,35 | Hiszpania  | 1:24:58,61 |

### Kobiety
| Konkurencja   | 1. miejsce    | Rezultat   | 2. miejsce    | Rezultat   | 3. miejsce    | Rezultat   |
| ------------- | ------------- | ---------- | ------------- | ---------- | ------------- | ---------- |
| Indywidualnie | Jana Van Lent | 31:32,28   | Alessia Zarbo | 31:50,62   | Chloé Herbiet | 31:54,06   |
| Drużynowo     | Belgia        | 1:36:02,12 | Włochy        | 1:36:40,32 | Francja       | 1:37:40,49 |